# Numéro d'immatriculation international des objets spatiaux
Le Numéro d'immatriculation international des objets spatiaux également appelé Identifiant COSPAR (aux États-Unis NSSDC ID) est un système d'identification appliqué à l'ensemble des objets artificiels lancés dans l'espace : satellite artificiel, sonde spatiale, corps de fusée, autre composant du lanceur. La tenue de ce catalogue repose en partie sur le Traité de l'Espace qui contraint les états signataires à fournir à l'ONU un descriptif des lancements spatiaux effectués et des charges utiles placées en orbite. Le premier système d'immatriculation a été créé par le COSPAR. Le système actuel, qui est une évolution de l'identifiant COSPAR, est entré en vigueur en 1963. Le catalogue des objets spatiaux est géré aux États-Unis par le National Space Science Data Center (NSSDC) qui fait partie de l'agence spatiale américaine de la NASA.

## Structure de l'identifiant COSPAR
Le numéro d'immatriculation ou identifiant COSPAR est formé de 3 sous-ensembles (année de lancement, numéro d'ordre du lancement dans l'année, lettre attribuée à chaque objet satellisé en commençant par A) dont la codification est illustrée dans le tableau ci-dessous pour les deux missions spatiales suivantes :
- Première mise en orbite d'un satellite artificiel Spoutnik 1 en 1957
- Lancement Ariane 5 du 20 décembre 2008, 65e tir de lanceur de l'année, a placé 4 objets en orbite : le dernier étage de la fusée (immatriculé 2008-065D), la structure inter-satellites SYLDA (2008-065C)  et deux satellites de télécommunications (2008-065A et 2008-065B)[1].

| Satellite                              | Composant                 | Satellite Catalog Number Identifiant NORAD | Identifiant COSPAR | Année de lancement | Numéro attribué au lancement dans l'ordre calendaire | Lettre identifiant composant satellisé satellite, étage de fusée, composant de la fusée |
| -------------------------------------- | ------------------------- | ------------------------------------------ | ------------------ | ------------------ | ---------------------------------------------------- | --------------------------------------------------------------------------------------- |
| lancement 1er satellite artificiel     | 2e étage lanceur Semiorka | 00001                                      | 1957-001A          | 1957               | 001                                                  | A                                                                                       |
| lancement 1er satellite artificiel     | Spoutnik 1                | 00002                                      | 1957-001B          | 1957               | 001                                                  | B                                                                                       |
| Lancement Ariane 5 du 20 décembre 2008 | Satellite Hot Bird 9 (en) | 33459                                      | 2008-065A          | 2008               | 065                                                  | A                                                                                       |
| Lancement Ariane 5 du 20 décembre 2008 | Satellite W2M             | 33460                                      | 2008-065B          | 2008               | 065                                                  | B                                                                                       |
| Lancement Ariane 5 du 20 décembre 2008 | Adaptateur Sylda          | 33461                                      | 2008-065C          | 2008               | 065                                                  | C                                                                                       |
| Lancement Ariane 5 du 20 décembre 2008 | 2e étage Ariane 5         | 33462                                      | 2008-065D          | 2008               | 065                                                  | D                                                                                       |

## Règles d'immatriculation
- Les lancements infructueux ne reçoivent pas de numéro d'immatriculation mais sont catalogués sous une appellation non normée par exemple le lancement du satellite Vanguard SLV1 est immatriculé VASGL1.
- Les vols suborbitaux ne sont pas non plus catalogués.
- La navette spatiale américaine qui revient au sol reçoit une immatriculation différente à chacun de ses vols.
- Les tout petits objets qui se détachent du lanceur ou du satellite et circulent en orbite de manière indépendante ne sont pas identifiés
- Le Satellite Catalog Number (ex Identifiant NORAD) est un autre système de numérotation incrémenté de manière séquentielle (Spoutnik 1 porte le numéro 00002, Jason 3 lancé en janvier 2016 porte l'identifiant 41240) qui est utilisé pour suivre les débris spatiaux et éviter les collisions en orbite.